# جوهو
جوهو (به ژاپنی: 承保 Jōhō) نام یک عصر تاریخی ژاپنی (نِنگُو) بود. این عصر بعد از انکیو و قبل از جوریاکو قرار داشت و از اوت ۱۰۷۴ تا نوامبر ۱۰۷۷ میلادی به طول انجامید. در طی این عصر امپراتور شیراکاوا، امپراتور ژاپن بود.